# Gemei X760+
De Gemei X760+ is een draagbare spelcomputer en mediaplayer van de Chinese fabrikant Gemei.

## Specificaties
| Processor           | Ingenic JZ4732, 400MHz-(MIPS-architectuur)                                                                                    |
| Werkgeheugen        | 4 GB |
| Intern geheugen     | 4 GB |
| Extern geheugen     | SD-kaart (SD/SDHC, tot maximaal 32 GB)                                                                                        |
| Beeldscherm         | 3,0" lcd, 400 × 240 pixel, 18 bit kleurdiepte                                                                                 |
| Spelcomputer        | Native: 3D, NES, SNES, Game Boy Advance, Sega Master System, Mega Drive, Neo-Geo, Capcom Play System 1, Capcom Play System II |
| Videoformaten       | RM, MP4, 3GP, AVI, ASF, WMV, MOV, FLV, MPEG (tot 1080p)                                                                       |
| Geluidsformaten     | MP3, WAV, WMA, APE, FLAC, RA                                                                                                  |
| Afbeeldingsformaten | JPG, BMP, GIF, PNG |
| Radio               | Geïntegreerde tuner met 40 voorkeurskanalen                                                                                   |
| Geluidsrecorder     | Ondersteunt de opname van spraak- en radio-uitzendingen                                                                       |
| E-book              | Ondersteund worden de formaten: TXT, automatisch bladeren en spraakweergave (Engels)                                          |
| Invoer              | D-pad, ABXY-knoppen, start- en select-knoppen                                                                                 |
| Uitvoer             | Geïntegreerde Stereo-luidsprekers, hoofdtelefoon, tv-uit (Composiet video, inclusief geluid)                                  |
| Pc-verbinding       | USB 2.0 High Speed |
| Voeding             | 3,7 V (800 mAh) Li-Ion, gebruiksduur ongeveer 10 uur                                                                          |
| Afmetingen          | 115 x 59 x 175 mm |
| Gewicht             | 327 gram |

### µC/OS-II
Het native besturingssysteem van de Gemei X760+ is µC/OS-II, een goedkope priority-based pre-emptive realtime multitasking besturingssysteemkernel voor microprocessors, voornamelijk geschreven in de programmeertaal C. Het is voornamelijk bedoeld voor gebruik in embedded systemen. Alle officiële software voor de Gemei X760+ (met inbegrip van de emulatoren) draaien op uC/OS-II.

### Officiële firmware
- Firmware V1.30
- Firmware V1.31
- Firmware V1.32

## Gelijkenis met de Dingoo A-320
De technische specificaties van de Gemei X760+ zijn nagenoeg identiek aan de Dingoo A-320 met uitzondering van het beeldscherm. De Gemei X760+ beschikt over een 3 inch (400 × 240)-beeldscherm en de Dingoo A-320 2,8 inch (320 × 240)-beeldscherm.